# DeKalb
DeKalb is een plaats (city) in de Amerikaanse staat Illinois, en valt bestuurlijk gezien onder DeKalb County. De stad is vernoemd naar een Franse oorlogsheld uit de Onafhankelijkheidsoorlog: Johann de Kalb.

## Demografie
Bij de volkstelling in 2000 werd het aantal inwoners vastgesteld op 39.018. In 2006 is het aantal inwoners door het United States Census Bureau geschat op 42.559, een stijging van 3541 (9,1%).

## Onderwijs
In DeKalb is de Noordelijke Universiteit van Illinois gevestigd. De universiteit kwam op 14 februari 2008 in het nieuws toen een jongeman het vuur opende op de aanwezige studenten. Daarbij werden zestien personen gewond en zes gedood, waaronder de schutter die zelfmoord pleegde.
De universiteit werd door Joseph Glidden, een belangrijke figuur in de ontwikkeling van DeKalb, opgericht als de Northern Illinois Normal School.

## Geografie
Volgens het United States Census Bureau beslaat de plaats een oppervlakte van 32,7 km², geheel bestaande uit land. DeKalb ligt op ongeveer 268 m boven zeeniveau.

## Geboren
- Willard Wirtz (1912-2010), politicus
- Barbara Hale (1922-2017), actrice
- Richard Jenkins (1947), acteur
- Cindy Crawford (1966), model
- Brad Bradley (1980), worstelaar